# Markus Marquardt
Markus Marquardt (* 1970 in Düsseldorf) ist ein deutscher Opernsänger (Bassbariton).

## Leben
Marquardt studierte Gesang bei Werner Lechte  an der Robert Schumann Hochschule Düsseldorf. Sein erstes Festengagement führte ihn an die Staatsoper Stuttgart, wo er unter anderem als Sarastro in Die Zauberflöte und als Colline in La Bohème auftrat. 
Im Jahr 2000 wechselte er als Solist an die Semperoper in Dresden, übernahm dort u. a. das Mozartrepertoire mit Rollen wie den Figaro in Le nozze di Figaro, Papageno in Die Zauberflöte und sang u. a. die wichtigen italienischen Fachpartien, wie z. B. Monterone in Rigoletto, Colline in La Bohème, die Titelpartie von Rigoletto und Leporello in Don Giovanni.
Sukzessiv etablierte der Künstler sich auch als Heldenbariton und feierte u. a. als Der Holländer in Der fliegende Holländer an der Staatsoper Stuttgart Erfolge.
Er sang zudem neben anderen Rollen die Titelpartien von Nabucco, Gianni Schicchi und Cardillac, den Jochanaan in Salome, den Peter in Hänsel und Gretel, den Monterone in Rigoletto, den Varlam in Boris Godunow, Hidilfus und Drago in Genoveva oder Don Fernando in Fidelio.
Markus Marquardt gastierte bei den Festspielen in Bregenz und Salzburg, an den Staatsopern München, Hamburg und Stuttgart, an der Deutschen Oper Berlin, in Amsterdam, am Teatro alla Scala, an der Deutschen Oper am Rhein, an der Wiener Staatsoper, im Rahmen eines Gastspiels der Wiener Staatsoper in Tokio sowie an der Oper Leipzig. 
Neben seinem Opernschaffen hatte er Auftritte als Konzertsänger in Europa, in den USA und Südkorea.
Marquardt ist mit Christine Marquardt verheiratet, die ab August 2025 die Leitung der Chemnitzer Oper übernimmt.

## Preise
- Erster Preis beim Bundeswettbewerb Jugend musiziert (1993)
- Christel-Goltz-Preis (2004)